# كارل روبيل
كارل روبل (16 أغسطس 1895 - 8 مارس 1945) كان جنرالًا ألمانيًا خلال الحرب العالمية الثانية. حصل على وسام الفارس الصليبي الحديدي لألمانيا النازية . قتل في 8 مارس 1945 بالقرب من Schivelbein، بوميرانيا، خلال مسار هجوم بوميرانيا الشرقية السوفياتي.

## الجوائز والأوسمة
- وسام الفارس الصليبي الحديدي في 13 يناير 1945 كقائد عام وقائد 163. فرقة المشاة [1]

### اقتباسات
1. ↑  Fellgiebel 2000, p. 298.

### قائمة المراجع
- Fellgiebel, Walther-Peer (2000) [1986]. Die Träger des Ritterkreuzes des Eisernen Kreuzes 1939–1945 — Die Inhaber der höchsten Auszeichnung des Zweiten Weltkrieges aller Wehrmachtteile [The Bearers of the Knight's Cross of the Iron Cross 1939–1945 — The Owners of the Highest Award of the Second World War of all Wehrmacht Branches] (بالألمانية). Friedberg, Germany: Podzun-Pallas. ISBN:978-3-7909-0284-6.